# جوزيف غرانت بيلي
جوزيف غرانت بيلي (بالإنجليزية: Joseph Grant Beale)‏ هو سياسي أمريكي، ولد في 26 مارس 1839 في الولايات المتحدة، وتوفي في 21 مايو 1915. حزبياً، نشط في الحزب الجمهوري. وقد انتخب عضو مجلس النواب الأمريكي.